# Smolyaninovite
La smolyaninovite, ou smolianinovite, est une espèce minérale, arséniate de cobalt et fer, de formule chimique Co3Fe3+/2(AsO4)4· 11H2O. Elle se présente sous forme d'agrégats terreux à denses, de fibres jaunes, jusqu'à 200 μm. C'est un produit d'oxydation des arséniures de nickel-cobalt. Découverte et décrite en 1956, dans le gisement de phyllosilicate de nickel de Khovo-Aksay, district de Chedi-Kholsky, dans la République de Touva, en Russie. Elle a été confirmée en tant que minéral valide en 1974 par l'IMA qui lui attribue le symbole Sya.  
La smolyaninovite a été nommée en l'honneur de Nikolaï A. Smoljaninov (1885-1957), minéralogiste de l'université de Moscou. De structure cristalline orthorhombique, elle forme dans la classification actuelle, le groupe de la smolyaninovite, avec comme seul autre membre la fahléite.  

## Chimie
La formule chimique est aussi écrite (Co,Ni,Mg,Ca)3(Fe+++,Al)2(AsO4)4•11(H2O). 
Le pentoxyde d'arsenic (As2O5) occupe 43,57 % de la masse moléculaire qui s'élève 1 081,49 g. La teneur en eau s'élève à 19,57 % de ce poids.
| Composition | Composition |
| ----------- | ----------- |
| Calcium     | 2,59 %      |
| Magnésium   | 2,02 %      |
| Aluminium   | 0,75 %      |
| Fer         | 8,78 %      |
| Cobalt      | 6,54 %      |
| Nickel      | 5,97 %      |
| Arsenic     | 28,40 %     |
| Hydrogène   | 2,19 %      |
| Oxygène     | 42,75 %     |

## Gîtologie et gisements
La smolyaninovite est largement répandue comme produit d’oxydation de la smaltite, de la safflorite et de la rammelsbergite, et s'est formée après la grande Oxydation par hydratation superficielle de minéraux prédécesseurs (arséniates, antimoniates, séléniates, bismuthinates selon les modes paragenétiques 47a et 47d).
Selon la base de données minéralogiques Mindat.org, il y a 12 gisements dans le monde dont 8 en Europe. 